# Gare centrale de Freudenstadt
La gare centrale de Freudenstadt (en allemand : Freudenstadt Hauptbahnhof), est une gare ferroviaire allemande, située au centre de la ville de Freudenstadt dans le land de Bade-Wurtemberg.

## Situation ferroviaire
La gare est située aux points kilométriques (PK) 29,9 de la Kinzigtalbahn, 58,2 de la Murgtalbahn et 29,9 de la Gäubahn.

## Histoire
La portion de la Gäubahn entre Eutingen et Freudenstadt a ouvert le 1er septembre 1879; Celle entre Schiltach et Freudenstadt de la Kinzigtalbahn, le 4 novembre 1886. Enfin, la Murgtalbahn a ouvert en plusieurs étapes entre 1868 et 1928 entre Rastatt et Freudenstadt dans les deux directions.

## Service des voyageurs

### Accueil
La gare dispose d'un bâtiment voyageurs, avec guichet et divers services, ouvert tous les jours. Elle est équipée d'automates pour l'achat de titres de transport.

### Desserte
La desserte de la gare est assurée par des Stadler Regio-Shuttle RS1 de l'Ortenau-S-Bahn vers Offenbourg, par des DBAG-Baureihe 425 (de) de la Deutsche Bahn vers Stuttgart, ainsi que par le Stadtbahn vers Rastatt et Karlsruhe.

#### Desserte régionale
| Ligne | Trajet | Fréquence                                                    |
| ----- | --- | ------------------------------------------------------------ |
| RE    | Freudenstadt (gare centrale) – Dornstetten – Schopfloch – Hochdorf – Eutingen im Gäu – Herrenberg – Böblingen – Stuttgart Hbf                                                             | Toutes les 120 min                                           |
| OSB   | Freudenstadt (gare centrale) – Alpirsbach – Schiltach – Wolfach – Hausach – Haslach – Gengenbach – Offenbourg – Bad Griesbach (Forêt-Noire)                                               | Toutes les 60 min                                            |
| RE    | Freudenstadt (gare centrale) – Freudenstadt (ville) – Baiersbronn – Schönmünzach – Raumünzach – Forbach – Gernsbach – Gaggenau – Rastatt Bf – Karlsruhe Hbf – Schwetzingen – Mannheim Hbf | Tous les dimanches entre mai et octobre (train de cyclistes) |

#### Desserte du réseau tram-train de Karlsruhe
| Ligne | Trajet | Fréquence |
| ----- | --- | --- |
| S 31  | Freudenstadt – Baiersbronn – Forbach – Rastatt – Muggensturm – Karlsruhe Hbf – Durlach – Bruchsal – Odenheim                                                                                  | Toutes les 120 min |
| S 41  | Eutingen im Gäu – Freudenstadt (gare centrale) – Freudenstadt (ville) - Baiersbronn – Forbach – Rastatt – Durmersheim – Karlsruhe Hbf – Marktplatz – Tullastraße / Verkehrsbetriebe Karlsruhe | Toutes les 30 min entre Freudenstadt (gare centrale) et Freudenstadt (ville) Toutes les 60 min entre Freudenstadt (gare centrale) et Karlsruhe Toutes les 120 min entre Freudenstadt (gare centrale) et Eutingen im Gäu |

| Origine                             | Arrêt précédent | Train | Train | Train | Arrêt suivant | Destination   |
| ----------------------------------- | --------------- | ----- | ----- | ----- | ------------- | ------------- |
| Bad Griesbach ou Kehl ou Offenbourg | Loßburg-Rodt    |       | OSB   |       | Terminus      | Terminus      |
| Terminus                            | Terminus        |       | DB    |       | Dornstetten   | Stuttgart Hbf |